# Araneus tartaricus
Araneus tartaricus este o specie de păianjeni din genul Araneus, familia Araneidae. A fost descrisă pentru prima dată de Kroneberg, 1875. Conform Catalogue of Life specia Araneus tartaricus nu are subspecii cunoscute.